# Chimalpilli I.
Za kasnijeg vladara, pogledajte Chimalpilli II.
Chimalpilli I. († 1465.) bio je vladar (tlatoani) aztečkoga grada Ecatepeca, a zavladao je 1428. godine. Poznat je i kao Huehue Chimalpilli.
Bio je sin gospe Chichimecacihuatzin II., čiji su roditelji bili Montezuma I. i kraljica Chichimecacihuatzin I. Chimalpillijev otac, Huehue Huanitzin, bio je „veliki vođa” Itztapalapana.
Tezozomoc, sin cara Chimalpopoce, naslijedio je Chimalpillija.
Chimalpillijev je sin bio Matlaccoatzin.
|                            |                            |                            |                            |                             |                             | Huehue Tezozomoctli         | Huehue Tezozomoctli         | Huehue Tezozomoctli         | Huehue Tezozomoctli         | Huehue Tezozomoctli | Huehue Tezozomoctli |                   |                   |                                |  |  |  | Chimalpilli I. | Chimalpilli I. | Chimalpilli I. | Chimalpilli I. | Chimalpilli I. | Chimalpilli I. |                        |                        |                        |                        |                        |                        |                     |                     |                     |                     |  |  |  |  |  |  |  |  |  |  |  |  |
|                            |                            |                            |                            |                             |                             | Huehue Tezozomoctli         | Huehue Tezozomoctli         | Huehue Tezozomoctli         | Huehue Tezozomoctli         | Huehue Tezozomoctli | Huehue Tezozomoctli |                   |                   |                                |  |  |  | Chimalpilli I. | Chimalpilli I. | Chimalpilli I. | Chimalpilli I. | Chimalpilli I. | Chimalpilli I. |                        |                        |                        |                        |                        |                        |                     |                     |                     |                     |  |  |  |  |  |  |  |  |  |  |  |  |
|                            |                            |                            |                            |                             |                             | Axayacatl                   | Axayacatl                   | Axayacatl                   | Axayacatl                   | Axayacatl           | Axayacatl           |                   |                   |                                |  |  |  | Matlaccoatzin  | Matlaccoatzin  | Matlaccoatzin  | Matlaccoatzin  | Matlaccoatzin  | Matlaccoatzin  |                        |                        |                        |                        |                        |                        |                     |                     |                     |                     |  |  |  |  |  |  |  |  |  |  |  |  |
|                            |                            |                            |                            |                             |                             | Axayacatl                   | Axayacatl                   | Axayacatl                   | Axayacatl                   | Axayacatl           | Axayacatl           |                   |                   |                                |  |  |  | Matlaccoatzin  | Matlaccoatzin  | Matlaccoatzin  | Matlaccoatzin  | Matlaccoatzin  | Matlaccoatzin  |                        |                        |                        |                        |                        |                        |                     |                     |                     |                     |  |  |  |  |  |  |  |  |  |  |  |  |
|                            |                            |                            |                            |                             |                             |                             |                             |                             |                             |                     |                     |                   |                   |                                |  |  |  |                |                |                |                |                |                |                        |                        |                        |                        |                        |                        |                     |                     |                     |                     |  |  |  |  |  |  |  |  |  |  |  |  |
|                            |                            |                            |                            |                             |                             |                             |                             |                             |                             |                     |                     |                   |                   |                                |  |  |  |                |                |                |                |                |                |                        |                        |                        |                        |                        |                        |                     |                     |                     |                     |  |  |  |  |  |  |  |  |  |  |  |  |
|                            |                            |                            |                            |                             |                             |                             |                             |                             |                             |                     |                     |                   |                   |                                |  |  |  |                |                |                |                |                |                |                        |                        |                        |                        |                        |                        |                     |                     |                     |                     |  |  |  |  |  |  |  |  |  |  |  |  |
| Tezozomoctli Acolnahuacatl | Tezozomoctli Acolnahuacatl | Tezozomoctli Acolnahuacatl | Tezozomoctli Acolnahuacatl | Tezozomoctli Acolnahuacatl  | Tezozomoctli Acolnahuacatl  |                             |                             | Tlacuilolxochtzin           | Tlacuilolxochtzin           | Tlacuilolxochtzin   | Tlacuilolxochtzin   | Tlacuilolxochtzin | Tlacuilolxochtzin |                                |  |  |  |                |                | Montezuma II.  | Montezuma II.  | Montezuma II.  | Montezuma II.  | Montezuma II.          | Montezuma II.          |                        |                        | Tlapalizquixochtzin    | Tlapalizquixochtzin    | Tlapalizquixochtzin | Tlapalizquixochtzin | Tlapalizquixochtzin | Tlapalizquixochtzin |  |  |  |  |  |  |  |  |  |  |  |  |
| Tezozomoctli Acolnahuacatl | Tezozomoctli Acolnahuacatl | Tezozomoctli Acolnahuacatl | Tezozomoctli Acolnahuacatl | Tezozomoctli Acolnahuacatl  | Tezozomoctli Acolnahuacatl  |                             |                             | Tlacuilolxochtzin           | Tlacuilolxochtzin           | Tlacuilolxochtzin   | Tlacuilolxochtzin   | Tlacuilolxochtzin | Tlacuilolxochtzin |                                |  |  |  |                |                | Montezuma II.  | Montezuma II.  | Montezuma II.  | Montezuma II.  | Montezuma II.          | Montezuma II.          |                        |                        | Tlapalizquixochtzin    | Tlapalizquixochtzin    | Tlapalizquixochtzin | Tlapalizquixochtzin | Tlapalizquixochtzin | Tlapalizquixochtzin |  |  |  |  |  |  |  |  |  |  |  |  |
|                            |                            |                            |                            |                             |                             |                             |                             |                             |                             |                     |                     |                   |                   |                                |  |  |  |                |                |                |                |                |                |                        |                        |                        |                        |                        |                        |                     |                     |                     |                     |  |  |  |  |  |  |  |  |  |  |  |  |
|                            |                            |                            |                            | Diego de Alvarado Huanitzin | Diego de Alvarado Huanitzin | Diego de Alvarado Huanitzin | Diego de Alvarado Huanitzin | Diego de Alvarado Huanitzin | Diego de Alvarado Huanitzin |                     |                     |                   |                   |                                |  |  |  |                |                |                |                |                |                | Francisca de Moctezuma | Francisca de Moctezuma | Francisca de Moctezuma | Francisca de Moctezuma | Francisca de Moctezuma | Francisca de Moctezuma |                     |                     |                     |                     |  |  |  |  |  |  |  |  |  |  |  |  |
|                            |                            |                            |                            | Diego de Alvarado Huanitzin | Diego de Alvarado Huanitzin | Diego de Alvarado Huanitzin | Diego de Alvarado Huanitzin | Diego de Alvarado Huanitzin | Diego de Alvarado Huanitzin |                     |                     |                   |                   |                                |  |  |  |                |                |                |                |                |                | Francisca de Moctezuma | Francisca de Moctezuma | Francisca de Moctezuma | Francisca de Moctezuma | Francisca de Moctezuma | Francisca de Moctezuma |                     |                     |                     |                     |  |  |  |  |  |  |  |  |  |  |  |  |
|                            |                            |                            |                            |                             |                             |                             |                             |                             |                             |                     |                     |                   |                   |                                |  |  |  |                |                |                |                |                |                |                        |                        |                        |                        |                        |                        |                     |                     |                     |                     |  |  |  |  |  |  |  |  |  |  |  |  |
|                            |                            |                            |                            |                             |                             |                             |                             |                             |                             |                     |                     |                   |                   | Hernando de Alvarado Tezozomoc |  |  |  |                |                |                |                |                |                |                        |                        |                        |                        |                        |                        |                     |                     |                     |                     |  |  |  |  |  |  |  |  |  |  |  |  |